# NGC 764
NGC 764 је двојна звезда у сазвежђу Кит која се налази на NGC листи објеката дубоког неба.
Деклинација објекта је - 16° 3' 41" а ректасцензија 1h 57m 3,3s. Привидна величина (магнитуда) објекта NGC 764 износи 12,6.